# Erecția penisului
Erecția penisului (clinic: tumescența penisului) este un fenomen fiziologic în care penisul devine ferm, tumefiat și mărit. Erecția penisului este rezultatul unei interacțiuni complexe de factori psihologici, neuronali, vasculari și endocrini și este adesea asociată cu excitarea sexuală sau atracția sexuală, deși erecțiile pot fi și spontane. Forma, unghiul și direcția penisului în timpul erecției variază considerabil la om.
Fiziologic, erecția este declanșată în porțiunea parasimpatică a sistemului nervos autonom, determinând creșterea nivelului de oxid nitric (un vasodilatator) în arterele trabeculare și mușchiul neted al penisului. Arterele se dilată provocând corpului cavernos al penisului (și într-o măsură mai mică corpul spongios) să se umple cu sânge; simultan mușchiul ischiocavernos și mușchiul bulbospongios comprimă venele de corpii cavernoși care restricționează circulația și scaparea acestui sânge. Erecția dispare atunci când activitatea parasimpatică se reduce la valoarea inițială.
Ca răspuns al sistemului nervos autonom, o erecție poate rezulta dintr-o varietate de stimuli, inclusiv stimularea sexuală și excitare sexuală și, prin urmare, nu este în întregime sub control conștient. Erecțiile în timpul somnului sau la trezire sunt cunoscute sub numele de tumescență peniană nocturnă. Absența erecției nocturne este frecvent utilizată pentru a distinge cauzele fizice și psihologice ale disfuncției erectile și impotenței.
Starea unui penis care este parțial, dar nu complet, erect este uneori cunoscută sub numele de semi-erecție (clinic: tumescență parțială); un penis care nu este erect este denumit flasc sau moale.

## Fiziologie

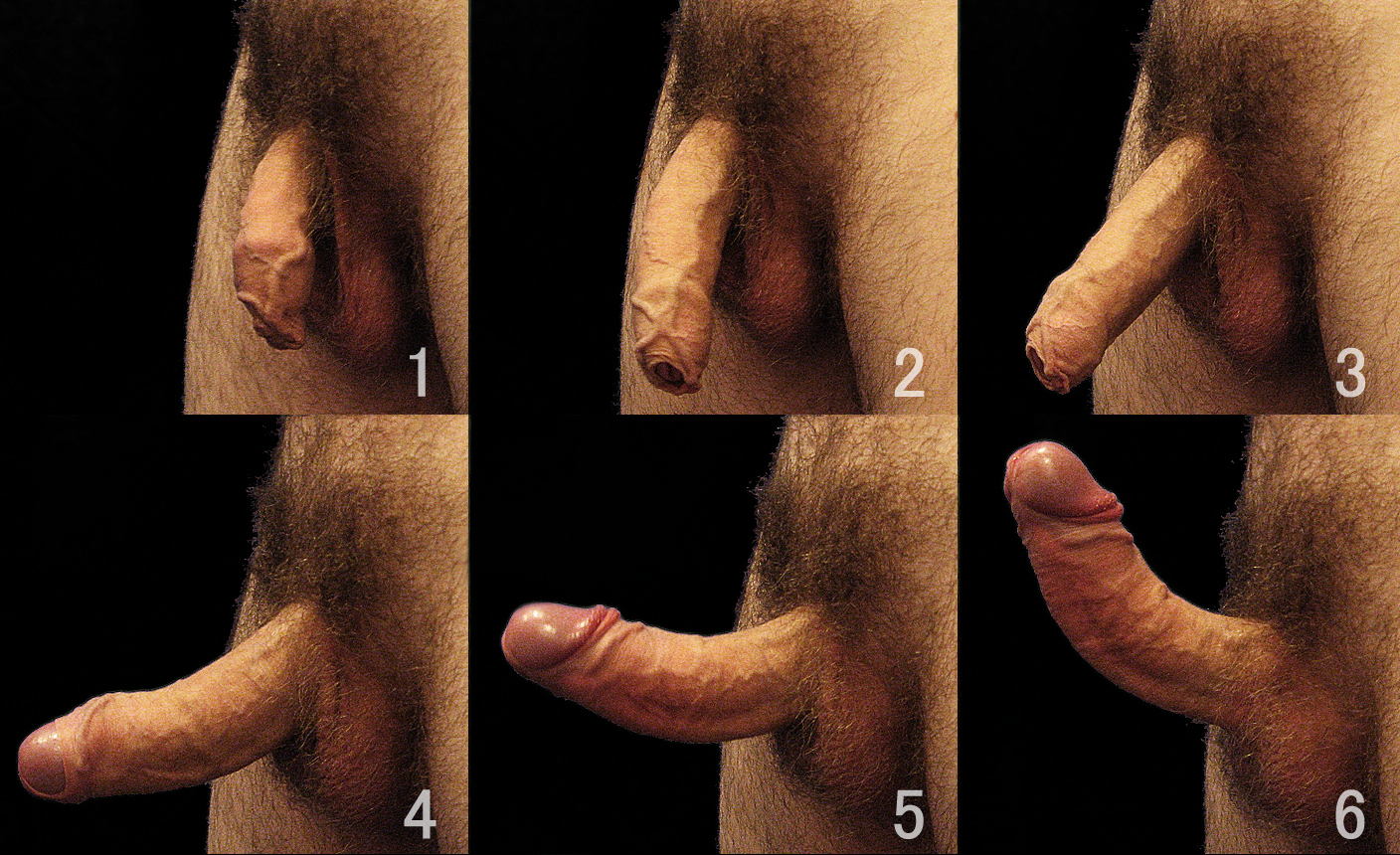
Imagine compozită care arată dezvoltarea unei erecții a penisului

O erecție are loc atunci când cele două structuri tubulare, numite corpuri cavernoase, care parcurg lungimea penisului, sunt umplute de sângele venos. Acest lucru poate rezulta din oricare dintre diferiții stimuli fiziologici, cunoscuți și sub numele de stimulare sexuală și excitare sexuală. Corpul spongios este o structură tubulară unică situată chiar sub corpul cavernos, care conține uretra, prin care urina și materialul seminal trec în timpul urinării și, respectiv, al ejaculării. Acest lucru poate deveni ușor umplut cu sânge, dar mai puțin decât corpul cavernos.
Scrotul poate, dar nu întotdeauna, să se strângă în timpul erecției. În general, la bărbații necircumciși prepuțul se retrage automat și treptat, expunând glandul, deși este posibil ca unii bărbați să-și retragă manual prepuțul.

### Controlul autonom
În prezența stimulării mecanice, erecția este inițiată de porțiunea parasimpatică a sistemului nervos autonom cu aport minim al sistemului nervos central. Ramurile parasimpatice se extind de la plexul sacral în arterele care alimentează țesutul erectil; la stimulare, aceste ramuri nervoase eliberează acetilcolină, care la rândul său determină eliberarea de oxid nitric în celulele endoteliale din arterele trabeculare.  Oxidul nitric difuzează către mușchiul neted al arterelor (numit mușchi neted trabecular  ), acționând ca un agent vasodilatator .  Arterele se dilată, umplând corpul spongios și corpul cavernos cu sânge. De asemenea mușchii  ischiocavernos și bulbospongios comprimă, venele de corpii cavernoși, limitând drenajul venos.  Erecția dispare atunci când stimularea parasimpatică este întreruptă; stimularea inițială din porțiunea simpatică a sistemului nervos autonom determină constricția arterelor penisului și sinosoidelor cavernoase, forțând sângele să iasă din țesutul erectil prin venele legate de erecție care includ o venă dorsală profundă, o pereche de vene cavernoase și două perechi de venele paraarteriale între fascia lui Buck și tunica albuginea.   Rigiditatea erecției este controlată mecanic prin reducerea fluxului sanguin prin aceste vene și, prin urmare, crește presiunea corpului cavernos și a corpului spongios, o instructură integrată, ligamentul distal, menține erect glandul penisului. 
După ejaculare sau încetarea stimulării, erecția dispare de obicei, dar timpul necesar poate varia în funcție de lungimea și grosimea penisului. 

### Control voluntar și involuntar
Cortexul cerebral poate iniția erecția în absența stimulării mecanice directe (ca răspuns la stimuli vizuali, auditivi, olfactivi, imaginați sau tactili) acționând prin centrele erectile din regiunile lombare și sacrale ale măduvei spinării.  Cortexul poate suprima erecția, chiar și în prezența stimulării mecanice, la fel ca și alți factori psihologici, emoționali și de mediu. 

### Erecția nocturnă
Penisul poate deveni erect în timpul somnului sau poate fi erect la trezire. O astfel de erecție este cunoscută din punct de vedere medical ca tumescență peniană nocturnă (informal: lemnul de dimineață sau gloria de dimineață).    

## Aspecte socio-sexuale

### Social
O erecție este un indicator comun al excitării sexuale și este necesară pentru ca un bărbat să efectueze penetrarea vaginală sau actul sexual. O erecție este necesară pentru inseminarea naturală, precum și pentru recoltarea spermei pentru inseminarea artificială.
Erecțiile sunt frecvente la copii și sugari și chiar apar înainte de naștere.  După atingerea pubertății, erecțiile apar mult mai frecvent.  Pletismograful penian, care măsoară erecțiile, a fost folosit de unele guverne și instanțe de judecată pentru a măsura orientarea sexuală. O aversiune neobișnuită față de penisul erect este denumită uneori falofobie. 

### Erecțiile spontane sau aleatorii
Erecțiile spontane, cunoscute și sub numele de erecții involuntare, aleatorii sau nedorite, sunt obișnuite și reprezintă o parte normală a fiziologiei masculine. Social, astfel de erecții pot fi jenante dacă se întâmplă în public sau atunci când nu sunt dorite.  Astfel de erecții pot apărea în orice moment al zilei și, dacă individul este îmbrăcat, pot provoca o umflătură care (dacă este necesar) poate fi deghizată sau ascunsă purtând lenjerie intimă, o cămașă lungă sau haine mai largi. 

### Mărimea

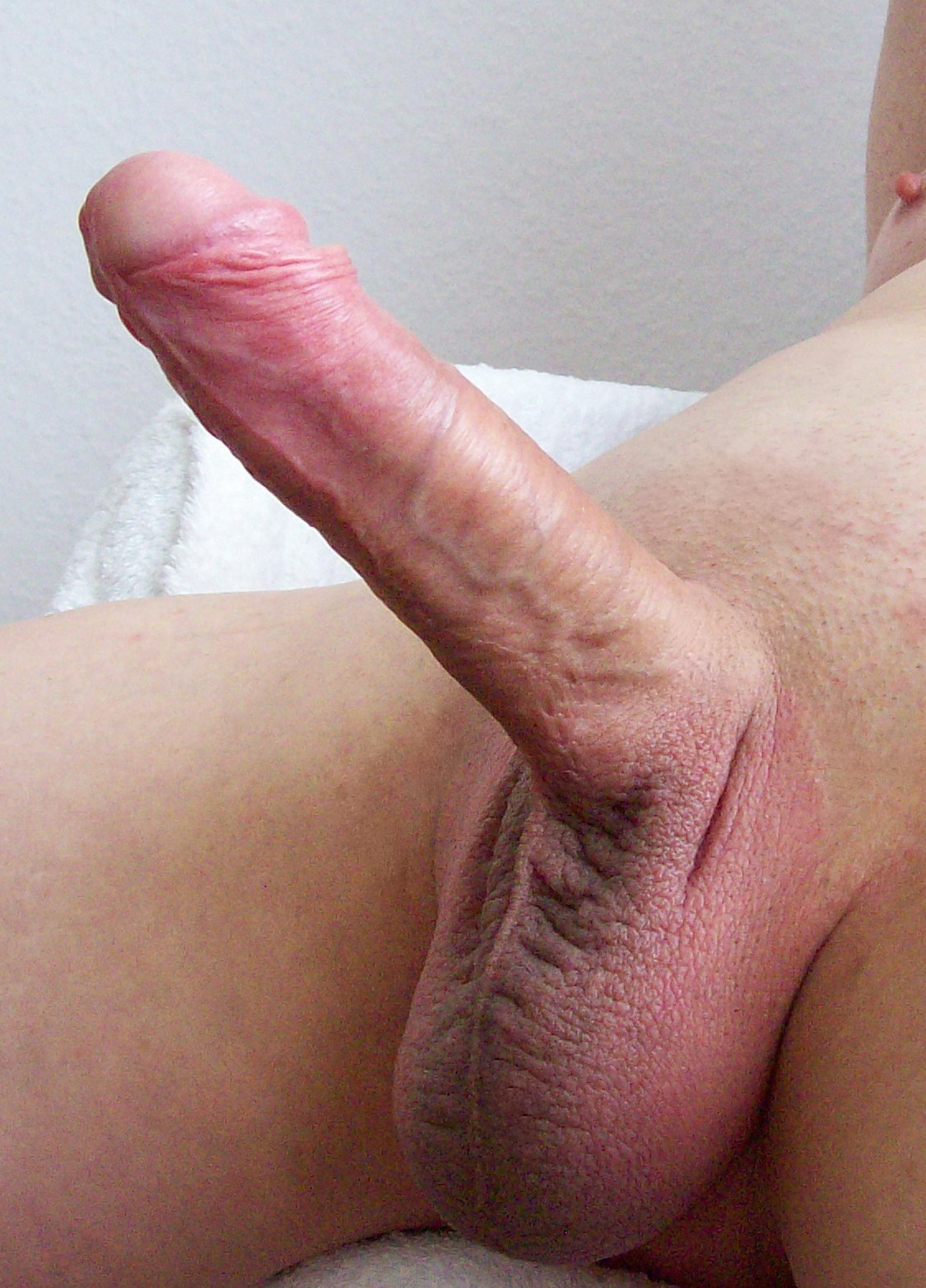
Un penis uman erect. Părul pubian a fost îndepărtat.

Lungimea penisului flasc nu este neapărat indicator al lungimii penisului atunci când acesta devine erect, dar unele penisuri mici în stare flască cresc mult mai mult, în timp ce unee penisuri mari în stare flască cresc relativ comparativ.  În general, dimensiunea unui penis erect este fixă pe tot parcursul vieții postpubescente. Mărimea acestuia poate fi mărită prin intervenție chirurgicală  deși mărirea penisului este controversată, iar majoritatea bărbaților nu au fost „mulțumiți” de rezultate, potrivit unui studiu. 
Deși dimensiunea unui penis variază considerabil între bărbați, lungimea medie a unui penis uman erect este de 13,12 cm,  în timp ce circumferința medie a unui penis uman erect este de 11,66 cm. 

### Direcția

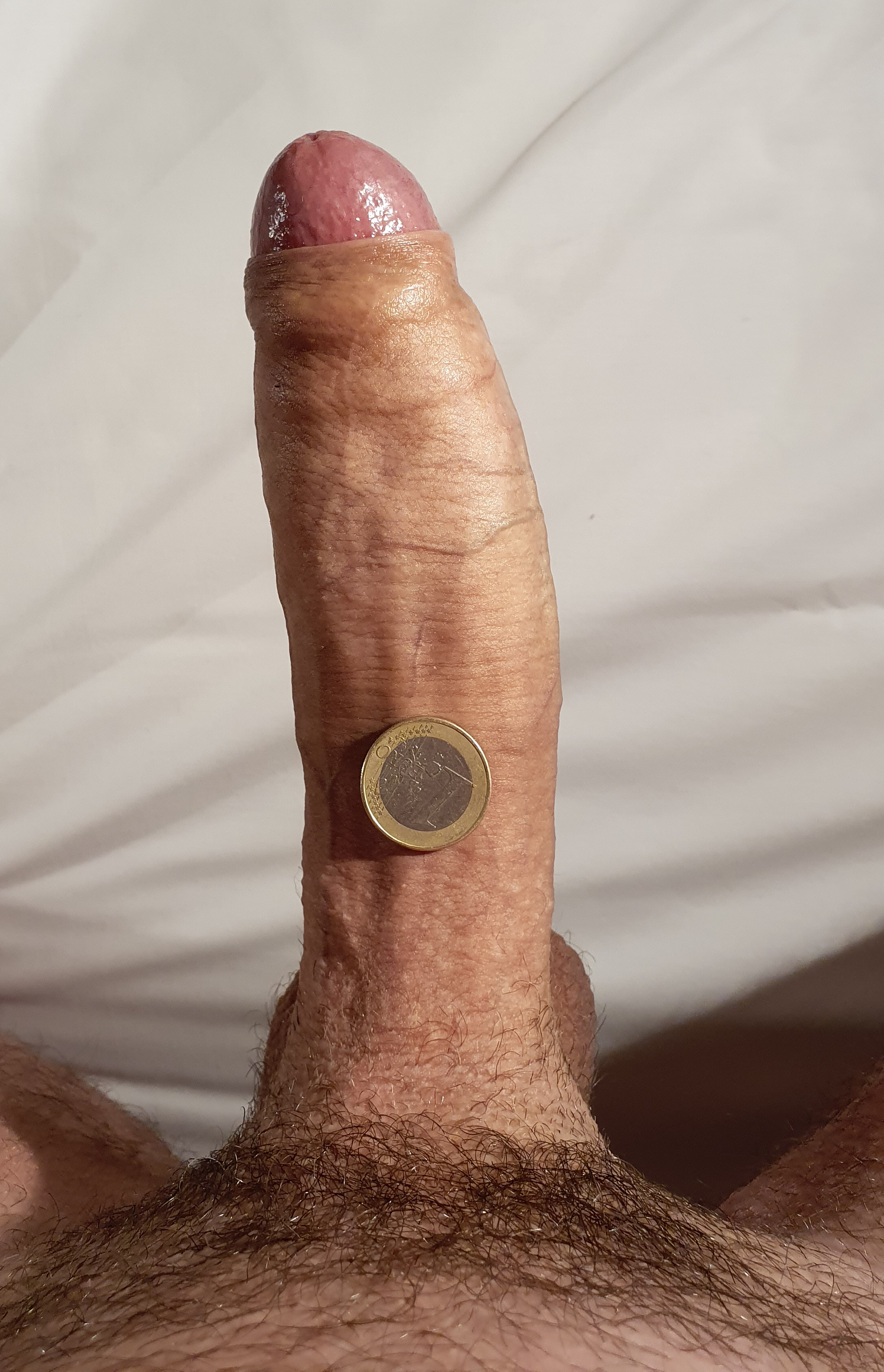
Un penis erect curbat orizontal, variantă normală

Deși multe penisuri erecte se îndreaptă în sus, este comun și normal ca penisul erect să se ridice aproape vertical în sus sau aproape vertical în jos sau chiar orizontal drept înainte, totul în funcție de tensiunea ligamentului suspensor care îl menține în poziție. Un penis erect poate lua, de asemenea, o serie de forme diferite, variind de la un tub drept la un tub cu o curbură în sus sau în jos sau la stânga sau la dreapta. O creștere a curburii penisului poate fi cauzată de boala Peyronie. Acest lucru poate provoca efecte fizice și psihologice pentru persoana afectată, care ar putea include disfuncție erectilă sau durere în timpul erecției. Tratamentele includ medicamente orale (cum ar fi colchicina) sau intervenții chirurgicale, care se efectuează cel mai adesea doar în ultimă instanță.
Tabelul următor arată cât de comune sunt diferitele unghiuri de erecție pentru un bărbat în picioare. În tabel, zero grade (0 °) este îndreptat în sus către abdomen, 90 ° este orizontal și îndreptat înainte, iar 180 ° este îndreptat în jos către picioare. Un unghi de îndreptare în sus este cel mai frecvent.
| Unghi (°) | Procentul populației |
| --------- | -------------------- |
| 0-30      | 5                    |
| 30-60     | 30                   |
| 60-85     | 31                   |
| 85-95     | 10                   |
| 95–120    | 20                   |
| 120-180   | 5                    |

## Afecțiuni medicale

### Disfuncția erectilă
Disfuncția erectilă (cunoscută și sub numele de  „impotență masculină”) este o disfuncție sexuală caracterizată prin incapacitatea de a dezvolta și / sau menține o erecție.   Studiul disfuncției erectile în medicină este cunoscut sub numele de andrologie, un sub-domeniu în urologie. 
Disfuncția erectilă apare din mai multe motive. În cele din urmă, cauza disfuncției erectile este că nu este eliberat suficient oxid nitric (NO) de către endoteliul vascular al ramurilor arterei perineale, o ramură a arterei pudendale interne.
Disfuncția erectilă poate apărea din motive fiziologice sau psihologice, cele mai multe fiind supuse tratamentului. Motivele fiziologice obișnuite includ diabetul, afecțiunile renale, alcoolismul cronic, scleroza multiplă, ateroscleroza, afecțiunile vasculare - inclusiv insuficiența arterială și disfuncția erectilă venogenă  și boala neurologică care reprezintă colectiv aproximativ 70% din cazurile de disfuncție erectilă.  Unele medicamente utilizate pentru tratarea altor afecțiuni, cum ar fi litiu și paroxetina, pot provoca disfuncții erectile.  
Disfuncția erectilă, strâns legată de noțiunile culturale de potență, succes și masculinitate, poate avea consecințe psihologice devastatoare, inclusiv sentimente de rușine, pierdere sau inadecvare.  Există o puternică cultură a tăcerii și a incapacității de a discuta problema. Aproximativ unul din zece bărbați se confruntă cu probleme recurente de impotență la un moment dat în viața lor. 

### Priapismul
Priapismul este o afecțiune dureroasă în care penisul nu revine la starea sa flască, în ciuda absenței stimulării fizice și psihologice. Priapismul care durează peste patru ore este o urgență medicală.

## La alte animale

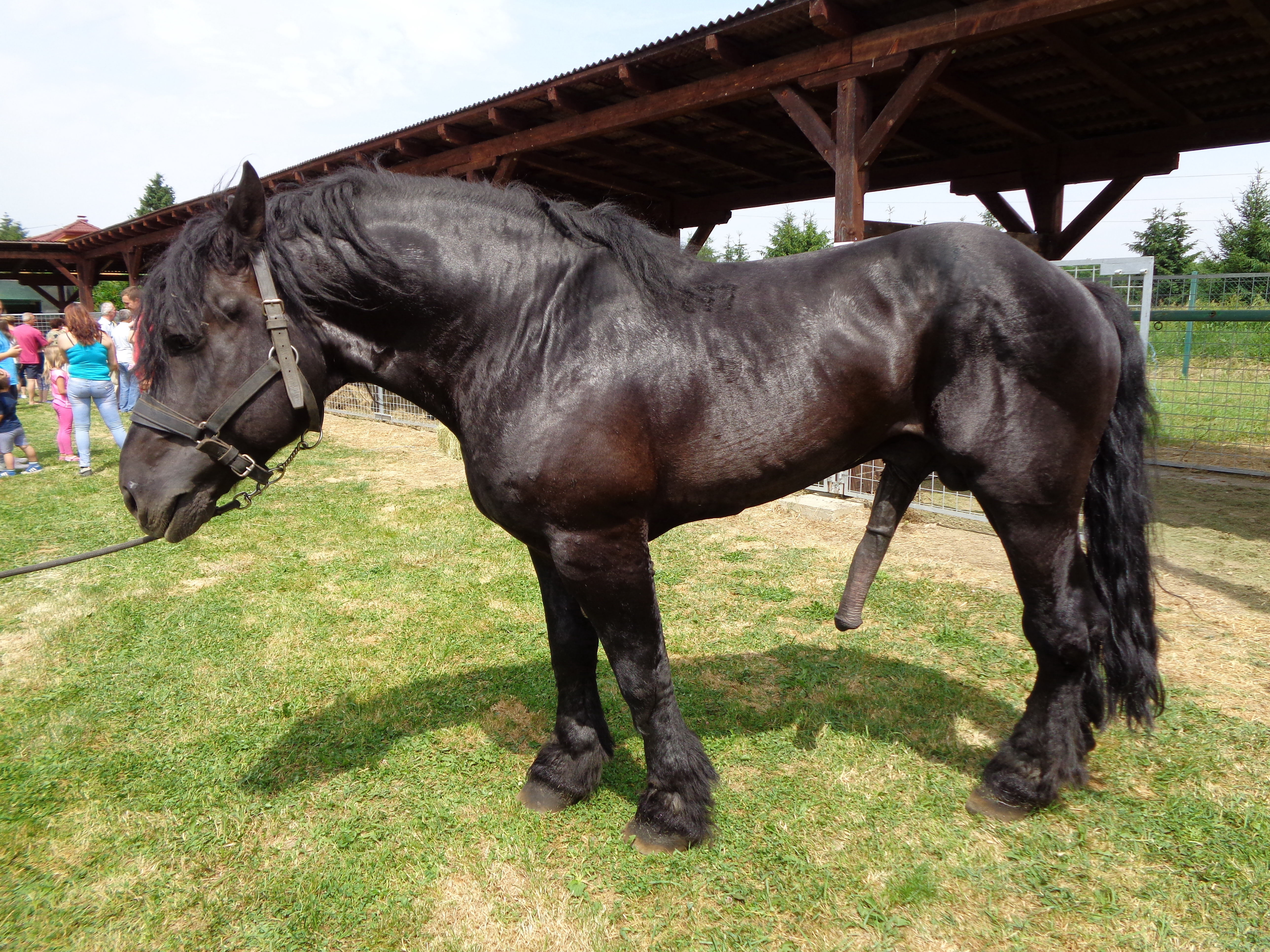
Un penis de cal erect

În momentul penetrării, penisul canin nu este erect și este capabil să pătrundă doar la femelă, deoarece include un os îngust numit bacul, o caracteristică a majorității mamiferelor placentare . După ce masculul atinge penetrarea, el va ține deseori femela mai strânsă și va împinge mai repede și în acest timp penisul masculului se extinde. Spre deosebire de actul sexual uman, în cazul în care penisul masculin devine de obicei erect înainte de a intra în femeie, copulația canină implică masculul să pătrundă mai întâi în femelă, după care apare umflarea penisului până la erecție. 
Penisul unui elefant este în formă de S când este complet erect și are un orificiu în formă de Y. 
Având în vedere cantitatea mică de țesut erectil din penisul unui taur, există o mărire mică după erecție. Penisul este destul de rigid când nu este erect și devine și mai rigid în timpul erecției. Proeminența nu este afectată prea mult de erecție, ci mai mult de relaxarea mușchiului retractor al penisului și de îndreptarea flexurii sigmoide.  
Penisul unei fose masculine ajunge la  între picioarele anterioare atunci când este erect. 
Când nu este ridicat, penisul unui cal este adăpostit în prepuț, 50 cm lungime și 2,5 cm până la 6 cm în diametru cu capătul distal de 15 la 20 cm. Mușchiul retractor se contractă pentru a retrage penisul în teacă și se relaxează pentru a permite penisului să se extindă din teacă.  Când este erect, penisul își dublează lungimea  și grosimea, iar glandul crește de 3 până la 4 ori.  Erecția și proeminența au loc treptat, prin creșterea tumescenței țesutului vascular erectil din corpul cavernos al penisului.   Majoritatea armăsarilor realizează erecția în decurs de 2 minute de la contactul cu o iapă și montează iapa la 5-10 secunde după aceea. 
Un penis de pasăre este diferit ca structură de penisurile de mamifere, fiind o expansiune erectilă a peretelui cloacal și fiind ridicat de limfă, nu de sânge.  Penisul raței de lac poate atinge aproximativ aceeași lungime cu animalul însuși atunci când este complet erect, dar mai frecvent este de aproximativ jumătate din lungimea păsării.  

## Terminologie
Din punct de vedere clinic, erecția este adesea cunoscută sub numele de „erecție peniană”, iar starea de a fi erect și procesul de erecție sunt descrise ca „tumescență” sau „tumescență peniană”. Termenul pentru calmarea sau încetarea unei erecții este „ detumescență ”.
În mod colocvial și în argou, erecția este cunoscută prin mulți termeni informali. Termenii englezi întâlniți frecvent includ „stiffy”, „hard-on”, „boner” și „woody”.  Există mai multe cuvinte argotice, eufemisme și sinonime pentru o erecție în engleză și în alte limbi. (Vezi și intrarea WikiSaurus).